# Население на Индонезия
Населението на Индонезия според преброяването през 2020 година е 270 203 917 души.

## Възрастова структура
(2008)
- 0-14 години: 28,4% (мъже 34 343 198/жени 33 175 135)
- 15-64 години: 65,7% (мъже 78 330 830/жени 77 812 339)
- над 65 години: 5,8% (мъже 6 151 305/жени 7 699 548)

(2010)
- 0-14 години: 27,7% (мъже 34 276 146/жени 33 094 836)
- 15-64 години: 66,2% (мъже 80 806 409/жени 80 065 855)
- над 65 години: 6,1% (мъже 6 504 559/жени 8 220 537)

## Коефициент на плодовитост
- 2010-2.28

## Етнически състав
(2000)
1. яванци – 86 012 000 (41,7%)
2. сунди – 31 765 000 (15,4%)
3. малайци – 7 013 000 (3,4%)
4. мадурци – 6 807 000 (3,3%)
5. батаки – 6 188 000 (3,0%)
6. минангкабау – 5 569 000 (2,7%)
7. бетави – 5 157 000 (2,5%)
8. бугиси – 5 157 000 (2,5%)
9. бантенеси – 4 331 000 (2,1%)
10. банджари – 3 506 000 (1,7%)
11. балийци – 3 094 000 (1,5%)
12. сасак – 2 681 000 (1,3%)
13. макасареси – 2 063 000 (1,0%)
14. киребони – 1 856 000 (0,9%)
15. китайци – 1 850 000 (0,9%)

## Религия
(2018)
- 86,7% – мюсюлмани (предимно сунити)
- 10,7% – християни (протестанти 7%, католици 3%)
- 1,7% – индуси
- 0,8% – будисти
- 0,1% – други религии

## Език
Официален език е индонезийският.